# Klartext
Klartext – program radiowy rozgłośni publicznej Sveriges Radio emitowany w programie czwartym Szwedzkiego Radia. Pierwszy raz nadany był 11 kwietnia 1994. Jego treść stanowią wiadomości podane w prosty sposób, uproszczonym językiem szwedzkim i czytane powoli, a na stronie dostępne jest archiwum odcinków.
Program, przygotowany w formule dziennika radiowego, emitowany jest codziennie o godz. 18:55 czasu lokalnego, trwa 5 minut i zawiera informacje z dziedziny polityki międzynarodowej, krajowej oraz życia w Szwecji. Jest ilustrowany dźwiękowo relacjami reporterskimi. Przeznaczony jest dla imigrantów, osób uczących się języka szwedzkiego, osób o ograniczonym słuchu oraz niepełnosprawnych. Program opracowują dziennikarze radia szwedzkiego: Sofia Svenblad, Mattias Klefbeck i Eva Larsen. Słuchalność programu, dostępnego również przez Internet, ocenia się na kilkaset tysięcy osób. Powtórka nadawana jest o godz. 20:55 w programie pierwszym Szwedzkiego Radia.

## Nagrody i wyróżnienia
Program uzyskał nagrodę Det Lätta Priset za rok 2011 przyznawaną za pracę na rzecz edukacji niepełnosprawnych.